# Laufey
Laufey oder auch Nál ist in der nordischen Mythologie die Frau des Riesen Fárbauti und die Mutter von Loki. 
Die Deutung des Namens Laufey ist unsicher. In einer von Ulf Diederichs herausgegebenen Zusammenstellung von Lieder-Edda und Snorra-Edda wird der Name als „Laubinsel“ übersetzt. Nál bedeutet (wie auch im Neuisländischen) „Nadel“ und wird in der Übersetzung der Snorra-Edda durch Gustav Neckel entsprechend wiedergegeben:

„Er heißt Loki oder Lopt, sein Vater Farbauti – ein Riese –, seine Mutter Laufey oder Nadel, seine Brüder sind Byleist und Helblindi.“

Neben dieser Stelle aus der Gylfaginning wird Laufey sowohl in der Lieder-Edda als auch in der Snorra-Edda mehrfach erwähnt, allerdings meist nur in Wendungen wie „Loki, der Sohn der Laufey“. Dass Loki in der Edda stets Loki Laufeyjar sonr („Loki, Sohn der Laufey“), nicht aber Farbauta sonr („Sohn des Farbauti“) genannt wird, liegt im poetischen Stilmittel der Alliteration begründet.